# Dombeya ankazobeensis
Dombeya ankazobeensis är en malvaväxtart. Dombeya ankazobeensis ingår i släktet Dombeya och familjen malvaväxter.

## Underarter
Arten delas in i följande underarter:
- D. a. ankazobeensis
- D. a. befotakensis